# Vente à la bougie
Pour la nouvelle de Georges Simenon, voir Vente à la bougie.
La vente à la bougie également appelée vente à la chandelle est une forme d'adjudication particulière puisqu'elle consiste à enchérir tant que deux bougies sont allumées. Les enchères cessent dès que les deux chandelles ont atteint leur terme.

## Procédé
Avant la vente, les acheteurs intéressés doivent remettre un chèque de consignation de 20% de la valeur du bien ciblé. Ceux qui n’emporteront pas l’enchère récupèreront leurs chèques. Dans une vente à la bougie, les enchères commencent avec l'allumage d'une bougie, et les participant peuvent enchérir le temps que la cire se consomme. Si les enchères deviennent silencieuses (plus de nouvelles enchères formulées), le notaire allume une première chandelle qui se consumera en 30 secondes, puis une seconde également calibrée pour se consumer en 30 secondes (appelée « dernier feu »), laissant un temps total d'une minute pour boucler les enchères en cours. Si une nouvelle offre est proposée lorsque ces deux chandelles brûlent, les enchères reprennent comme dans la phase précédente. Si un nouveau silence s’installe, deux nouvelles chandelles de 30 secondes sont allumées. Si aucune autre nouvelle enchère ne survient pendant ce temps, l’adjudication est prononcée au profit du dernier enchérisseur,.
En France, il faut généralement attendre entre deux et quatre mois entre la signature de la réquisition de mise en vente et la séance d’adjudication.[pas clair]

## Ventes connues
La vente des hospices de Beaune en France était pratiquée de cette manière.
Le 26 mars 2024, l'appartement parisien du créateur de mode Karl Lagerfeld est mis en vente à la bougie pour 5,3 millions d'euros.